# Lucinda Brand
Lucinda Brand (Dordrecht, 2 luglio 1989) è una ciclista su strada e ciclocrossista olandese che corre per i team Lidl-Trek (strada) e Baloise Glowi Lions (ciclocross). Professionista su strada dal 2009, ha vinto due titoli nazionali in linea, nel 2013 e nel 2015, e tre tappe al Giro d'Italia; nel ciclocross ha vinto invece un titolo mondiale, un titolo europeo (entrambi nel 2021) e tre Coppe del mondo (2021, 2022, 2025).

## Carriera
Comincia a gareggiare nel ciclismo all'età di otto anni, e nel 2008 è tra le file del club dilettantistico RSC De Zuidwesthoek. Debutta tra le Elite nel 2009 con la Leontien.nl, squadra Women's diretta da Michael Zijlaard: in stagione si aggiudica una corsa nei Paesi Bassi, la Heuvelland Classic, e partecipa ad alcune gare di Coppa del mondo nonché al Tour de l'Aude. Nel 2010 si classifica quarta ai campionati nazionali e prende parte per la prima volta al Giro d'Italia, ma non ottiene successi; l'anno dopo si piazza terza nella prova in linea Under-23 dei campionati europei di Offida nonché, in maglia AA Drink-Leontien.nl, terza nella tappa alpina con arrivo a Grosotto al Giro d'Italia. Nello stesso anno viene convocata in Nazionale per la gara in linea Elite dei campionati del mondo a Copenaghen.
Nel 2012 si classifica quarta alla Freccia Vallone (prova di Coppa del mondo), sesta all'Emakumeen Euskal Bira e terza in linea ai campionati olandesi. Tra luglio e agosto torna anche al successo facendo sue una tappa al Tour en Limousin e una alla Route de France, mentre nel finale di stagione contribuisce al terzo posto della sua AA Drink-Leontien.nl nella cronometro a squadre dei campionati del mondo nel Limburgo. Per il 2013 passa tra le file del quotato team Rabobank Women. Durante l'anno ottiene il terzo posto all'Omloop van Borsele e il successo in solitaria ai campionati nazionali in linea davanti alle compagne di squadra Marianne Vos e Annemiek van Vleuten; coglie poi due secondi posti di tappa al Thüringen Rundfahrt, il terzo finale al Trophée d'Or e conclude quindi ancora a podio, questa volta seconda, nella cronometro a squadre dei campionati del mondo in Toscana con la sua Rabobank.
Nel 2014 si aggiudica una tappa e la graduatoria finale dell'Energiewacht Tour e si classifica seconda ai campionati nazionali in linea, battuta da Iris Slappendel, e terza nella tappa di Jesi al Giro d'Italia. Il 30 agosto, con un attacco solitario portato negli ultimi chilometri di corsa, riesce a conquistare il Grand Prix de Plouay, ultima prova di Coppa del mondo, precedendo le compagne di squadra Marianne Vos e Pauline Ferrand-Prévot. L'anno seguente, dopo il quarto posto nella Ronde van Drenthe Worldcup, ottiene un successo di tappa e il quarto posto finale all'Energiewacht Tour. In giugno si laurea per la seconda volta campionessa nazionale, vincendo in solitaria, come già nel 2013, la prova in linea, mentre in luglio fa sue due tappe al Giro d'Italia, la terza a Mantova in volata ristretta e la settima a Loano in solitaria dopo un attacco in discesa da Naso di Gatto. Nella stessa estate è seconda allo Sparkassen Giro Bochum, vince la cronometro a squadre di Vargarda con la Rabo-Liv e si piazza quarta nella gara individuale, chiudendo così quinta nella classifica di Coppa del mondo.
Nella prima parte del 2016, sempre in maglia Rabo-Liv, si piazza quinta all'Omloop van het Hageland, terza alla Gand-Wevelgem e sesta nella classifica finale dell'Energiewacht Tour. Dopo aver corso il Giro d'Italia, è quarta alla Prudential Ride London Grand Prix, e a seguire, tra agosto e settembre, ottiene le prime vittorie della sua stagione: vince infatti l'Erondegemse Pijl, una tappa e la graduatoria finale del Tour of Norway e una frazione del Belgium Tour (in cui chiude terza assoluta). A fine anno lascia la Rabo-Liv per gareggiare nel Team Sunweb.

## Palmarès

### Strada
- 2009 (Leontien.nl, una vittoria)

Heuvelland Classic
- 2012 (AA Drink-Leontien.nl Cycling Team, due vittorie)

3ª tappa Tour en Limousin (Vallière > Vallière)
3ª tappa Route de France (Nœux-les-Mines > Tergnier)
- 2013 (Rabobank Women Cycling Team, una vittoria)

Campionati olandesi, Prova in linea
- 2014 (Rabo-Liv Women Cycling Team, tre vittorie)

4ª tappa Energiewacht Tour (Eemsmond > Eemsmond)
Classifica generale Energiewacht Tour
Grand Prix de Plouay
- 2015 (Rabo-Liv Women Cycling Team, quattro vittorie)

2ª tappa, 2ª semitappa Energiewacht Tour (Westerkwartier > Westerkwartier)
Campionati olandesi, Prova in linea
3ª tappa Giro d'Italia (Curtatone > Mantova)
7ª tappa Giro d'Italia (Arenzano > Loano)
- 2016 (Rabo-Liv Women Cycling Team, quattro vittorie)

Erondegemse Pijl
2ª tappa Tour of Norway (Mysen > Mysen)
Classifica generale Tour of Norway
1ª tappa Belgium Tour (Moorslede > Moorslede)
- 2017 (Team Sunweb, due vittorie)

Omloop Het Nieuwsblad
8ª tappa Giro d'Italia (Baronissi > Palinuro)
- 2021 (Trek-Segafredo, quattro vittorie)

3ª tappa Thüringen Ladies Tour (Schleiz > Schleiz)
5ª tappa Thüringen Ladies Tour (Weimar > Weimar)
Classifica generale Thüringen Ladies Tour
7ª tappa Tour Cycliste Féminin International de l'Ardèche (Le Pouzin > Privas)
- 2022 (Trek-Segafredo, tre vittorie)

1ª tappa Tour de Suisse Women (Vaduz > Vaduz)
4ª tappa Tour de Suisse Women (Chur > Lantsch)
Classifica generale Tour de Suisse Women
- 2023 (Lidl-Trek, due vittorie)

3ª tappa, 2ª semitappa Baloise Ladies Tour (Knokke-Heist > Knokke-Heist, cronometro)
Classifica generale Baloise Ladies Tour
- 2024 (Lidl-Trek, due vittorie)

Dwars door het Hageland
4ª tappa Thüringen Ladies Tour (Mühlhausen > Mühlhausen)

#### Altri successi
- 2009 (Leontien.nl)

Berkelse Wielerdag (criterium)
- 2014 (Rabo-Liv Women Cycling Team)

Paardenmarktronde van Alblasserdam (derny)
2ª tappa Belgium Tour (Blaugies > Warquignies, cronosquadre)
- 2015 (Rabo-Liv Women Cycling Team)

Women World Cup Vargarda TTT (cronosquadre)
Classifica a punti Holland Tour
- 2017 (Team Sunweb)

Campionati del mondo, Cronosquadre
- 2018 (Team Sunweb)

1ª tappa Giro d'Italia (Verbania > Verbania, cronosquadre)
Prologo Tour of Norway (Aremark > Fortezza di Fredriksten, cronosquadre)
1ª tappa Madrid Challenge by La Vuelta (Boadilla del Monte > Boadilla del Monte, cronosquadre)
- 2019 (Team Sunweb)

Classifica scalatrici Holland Tour
Classifica a punti Madrid Challenge by La Vuelta
Campionati del mondo, Staffetta mista
- 2021 (Trek-Segafredo)

1ª tappa Giro d'Italia (Fossano > Cuneo, cronosquadre)
Classifica GPM Giro d'Italia
- 2022 (Trek-Segafredo)

1ª tappa Challenge by La Vuelta (Marina de Cudeyo, cronosquadre)
Classifica scalatrici Challenge by La Vuelta
Classifica a punti Tour de Suisse Women
- 2023 (Lidl-Trek)

Classifica a punti Baloise Ladies Tour

### Ciclocross
- 2008-2009

Cyclocross Bakel (Bakel, non-UCI)
- 2013-2014

Kerstveldrit (Reusel, non-UCI)
- 2016-2017 (una vittoria)

Nacht van Woerden (Woerden)
- 2017-2018 (Team Sunweb, tre vittorie)

Zilvermeercross (Mol)
Waaslandcross (Sint-Niklaas)
Campionati olandesi, gara Elite
- 2018-2019 (Team Sunweb, sette vittorie)

Cyklokros Tábor, 4ª prova Coppa del mondo (Tábor)
Druivencross (Overijse)
Cyclo-cross de la Citadelle, 6ª prova Coppa del mondo (Namur)
Azencross, 5ª prova Sack Zelfbouw Ladies Trophy (Loenhout)
Versluys Cyclocross, 6ª prova Brico Cross (Bredene)
Campionati olandesi, gara Elite
Grote Prijs Adrie van der Poel, 9ª prova Coppa del mondo (Hoogerheide)
- 2019-2020 (Telenet Baloise Lions, cinque vittorie)

Jaarmarktcross, 2ª prova Rectavit Series (Niel)
Urban Cross, 3ª prova Sack Zelfbouw Ladies Trophy (Kortrijk)
Cyclo-cross de la Citadelle, 6ª prova Coppa del mondo (Namur)
Grote Prijs Eric De Vlaeminck, 7ª prova Coppa del mondo (Heusden-Zolder)
Grote Prijs Adrie van der Poel, 9ª prova Coppa del mondo (Hoogerheide)
- 2020-2021 (Baloise Trek Lions, dodici vittorie)

Polderscross, 2ª prova Ethias Cross (Kruibeke)
Jaarmarktcross, 3ª prova Superprestige (Niel)
Vlaamse Aardbeiencross, 4ª prova Superprestige (Merksplas)
Urban Cross, 2ª prova Soudal Ladies Trophy (Kortrijk)
Cyklokros Tábor, 1ª prova Coppa del mondo (Tábor)
Niels Albert CX, 5ª prova Superprestige (Boom)
Cyclocross Gavere, 6ª prova Superprestige (Asper-Gavere)
Cyclo-cross de la Citadelle, 2ª prova Coppa del mondo (Namur)
Grote Prijs Eric De Vlaeminck, 7ª prova Superprestige (Heusden-Zolder)
Ambiancecross, 3ª prova Coppa del mondo (Dendermonde)
Zilvermeercross (Mol)
Campionati del mondo, gara Elite (con la Nazionale olandese)
- 2021-2022 (Baloise Trek Lions, venti vittorie)

Cyclocross Gieten, 1ª prova Superprestige (Gieten)
FayetteCross, 2ª prova Coppa del mondo (Fayetteville)
Campionati europei, gara Elite (con la Nazionale olandese)
Jaarmarktcross, 3ª prova Superprestige (Niel)
Cyklokros Tábor, 6ª prova Coppa del mondo (Tábor)
Vlaamse Aardbeiencross, 4ª prova Superprestige (Merksplas)
Urban Cross, 2ª prova X2O Badkamers Trofee (Kortrijk)
Cyclo-cross de Besançon, 8ª prova Coppa del mondo (Besançon)
Niels Albert CX, 5ª prova Superprestige (Boom)
Cyclo-cross de la Citadelle, 11ª prova Coppa del mondo (Namur)
Ambiancecross, 12ª prova Coppa del mondo (Dendermonde)
Grote Prijs Eric De Vlaeminck, 6ª prova Superprestige (Heusden-Zolder)
Azencross, 3ª prova X2O Badkamers Trofee (Loenhout)
Grote Prijs Sven Nys, 4ª prova X2O Badkamers Trofee (Baal)
Vestingcross, 13ª prova Coppa del mondo (Hulst)
Herentals Crosst, 5ª prova X2O Badkamers Trofee (Herentals)
Flandriencross, 6ª prova X2O Badkamers Trofee (Hamme)
Krawatencross, 7ª prova X2O Badkamers Trofee (Lille)
Cyclocross Gavere, 7ª prova Superprestige (Asper-Gavere)
Waaslandcross, 8ª prova Ethias Cross (Sint-Niklaas)
- 2022-2023 (Baloise Trek Lions, una vittoria)

Berencross, 3ª prova Exact Cross (Meulebeke)
- 2023-2024 (Baloise Trek Lions, otto vittorie)

Cyclocross Dublin, 5ª prova Coppa del mondo (Dublino)
Cyclo-cross en Cotentin, 6ª prova Coppa del mondo (Flamanville)
Zilvermeercross, 3ª prova Exact Cross (Mol)
Campionati olandesi, Prova Elite
Noordzeecross, 8ª prova Superprestige (Middelkerke)
Waaslandcross, 7ª prova Exact Cross (Sint-Niklaas)
Brussels Universities Cyclocross, 8ª prova X2O Badkamers Trofee (Bruxelles)
Internationale Sluitingsprijs (Oostmalle)
- 2024-2025 (Baloise Trek Lions/Baloise Glowi Lions, undici vittorie)

Nacht van Woerden (Woerden)
Vlaamse Druivencross, 2ª prova Superprestige (Overijse)
Rapencross, 2ª prova X2O Badkamers Trofee (Lokeren)
Cyclocross Dublin, 2ª prova Coppa del mondo (Dublino)
Cyclocross Diegem, 6ª prova Superprestige (Diegem)
Cyclocross Gullegem, 7ª prova Superprestige (Gullegem)
Ambiancecross, 9ª prova Coppa del mondo (Dendermonde)
Grote Prijs Adrie van der Poel, 12ª prova Coppa del mondo (Hoogerheide)
Krawatencross - Lille
Waaslandcross
Internationale Sluitingsprijs - Oostmalle

#### Altri successi
- 2020-2021 (Telenet Baloise Lions)

Classifica generale Coppa del mondo
Classifica generale Superprestige
Classifica generale Soudal Ladies Trophy
- 2021-2022 (Baloise Trek Lions)

Classifica generale Coppa del mondo
Classifica generale Superprestige
Classifica generale X2O Badkamers Trofee
- 2024-2025 (Baloise Trek Lions/Baloise Glowi Lions)

Classifica generale Coppa del mondo

### Mountain bike
- 2012

Egmond-Pier-Egmond

### Gravel
- 2024

UCI Gravel World Series WE - 3RIDES Gravel Race

## Piazzamenti

### Grandi Giri
- Giro d'Italia

2010: 35ª
2011: 15ª
2012: 21ª
2013: 32ª
2014: 22ª
2015: 14ª
2016: 62ª
2017: 7ª
2018: 4ª
2019: 6ª
2021: 31ª
2022: 17ª
2024: 57ª
- Tour de France

2023: 52ª
2024: 8ª
- Tour de l'Aude

2009: 39ª

### Competizioni mondiali
- Campionati del mondo su strada

Copenaghen 2011 - In linea Elite: ritirata
Limburgo 2012 - Cronosquadre: 3ª
Limburgo 2012 - In linea Elite: 48ª
Toscana 2013 - Cronosquadre: 2ª
Toscana 2013 - In linea Elite: 27ª
Ponferrada 2014 - In linea Elite: 33ª
Richmond 2015 - Cronosquadre: 3ª
Richmond 2015 - In linea Elite: 16ª
Bergen 2017 - Cronosquadre: vincitrice
Bergen 2017 - In linea Elite: 13ª
Innsbruck 2018 - Cronosquadre: 3ª
Innsbruck 2018 - In linea Elite: 6ª
Innsbruck 2018 - In linea Elite: 9ª
Yorkshire 2019 - Staffetta mista: vincitrice
Yorkshire 2019 - Cronometro Elite: 8ª
Yorkshire 2019 - In linea Elite: 28ª
Fiandre 2021 - In linea Elite: 36ª
- Campionati del mondo di ciclocross

Bieles 2017 - Elite: 4ª
Valkenburg 2018 - Elite: 3ª
Bogense 2019 - Elite: 2ª
Dübendorf 2020 - Elite: 3ª
Ostenda 2021 - Elite: vincitrice
Fayetteville 2022 - Elite: 2ª
Hoogerheide 2023 - Elite: 3ª
Tábor 2024 - Elite: 2ª
Liévin 2025 - Elite: 2ª

### Competizioni continentali
- Campionati europei su strada

Hooglede 2009 - In linea Under-23: 28ª
Offida 2011 - Cronometro Under-23: 9ª
Offida 2011 - In linea Under-23: 3ª
Plumelec 2016 - In linea Elite: 43ª
Herning 2017 - Cronometro Elite: 4ª
Herning 2017 - In linea Elite: 41ª
Glasgow 2018 - In linea Elite: 21ª
Alkmaar 2019 - Cronometro Elite: 3ª
Alkmaar 2019 - In linea Elite: 27ª
- Campionati europei di ciclocross

Pontchâteau 2016 - Elite: 2ª
Tábor 2017 - Elite: 2ª
Rosmalen 2020 - Elite: 3ª
Col du VAM-Drenthe 2021 - Elite: vincitrice
Pontevedra 2024 - Elite: 3ª
- Giochi europei

Baku 2015 - In linea: 24ª